# Naozumi Takahashi
Naozumi Takahashi (高橋 直純 Takahashi Naozumi?,  Ōshū, Prefectura de Iwate, 6 de diciembre de 1971) es un actor de voz y cantante japonés, afiliado a T-promotion. Takahashi ha lanzado dos sencillos populares, Soshite Omae ni Deaeta Dake De y Muteki na Smile. La única canción de Takahashi, Ashita no Kioku, fue utilizada como tema de apertura para el anime Black Blood Brothers.

## Filmografía

### Anime
- Kamikaze Kaitō Jeanne (1999) como Minazuki Yamato
- Ojamajo Doremi (1999) como Takurou
- Futari wa Pretty Cure (2004) como Ryota Misumi
- Marginal#4: Kiss kara Tsukuru Big Bang (2017) como Rui Aiba
- The Prince of Tennis como Bunta Marui
- Digimon Adventure 02 como Wormmon
- Digimon Adventure 02: The Beginning como Wormmon
- Harukanaru Toki no Naka de 1, 2, & 3 como Inori, Isato, & Hinoe
- Growlanser como Crevaniel
- Zatch Bell! como Momon

### Videojuegos
- Harukanaru Toki no Naka de 1 como Inori
- Harukanaru Toki no Naka de 2 como Isato
- Harukanaru Toki no Naka de 3 como Hinoe
- Harukanaru Toki no Naka de 4 como Toya
- WebKare como Shun Aiba
- 12Riven como Inose Omega
- Gekka Ryouran Romance como Atsumori Kano
- MARGINAL#4 IDOL OF SUPERNOVA como Rui Aiba
- ALICE=ALICE como Cheshire cat
- 8 bit lovers como Slime

### CD dramas
- Shinsengumi M/K Wasurenagusa como Hajime Saitou
- Seventh Heaven como Itsuki)
- ALICE=ALICE como the Cheshire Cat
- Bad Medicine -Infectious Teachers- como Kakeru Kazuha
- Oz to Himitsu no Ai como Shian
- MARGINAL#4 como Rui Aiba Rui
- Soubou Sangokushi como Kakou Ton Xiahou Dun)
- Midnight Jiang Shis como Rinrin)

## Discografía
- Kiss You EP : "Kiss You" / Alive / Stay / Kiss You Additional Private Session 2000